# Stephanie Richards
Stephanie Richards (circa 1985) is een Amerikaanse trompettiste, bugeliste en componiste in de jazz en geïmproviseerde muziek..

## Biografie
Richards studeerde aan de Eastman School of Music, McGill University en California Institute of the Arts. Ze heeft samengewerkt met o.a. Henry Threadgill, Butch Morris, John Zorn, Anthony Braxton, Helmut Lachenmann en Mike Kelley. In 2009 was ze een van de oprichters van het Asphalt Orchestra (met o.a. Alan Ferber en Shane Endsley), dat meerdere keren internationaal heeft getoerd en heeft samengewerkt met David Byrne,  St. Vincent, Goran Bregović, Tatsuya Yoshida, Tyondai Braxton en Yoko Ono. De groep nam twee albums op. Ze speelde verder in groepen van Steven Lugerner (Live at the Bunker, 2012) en Taylor Ho Bynum (Enter the Plustet, 2016). Met Manfred Werder, Erik Carlson en D. Edward Davis maakte ze het album 2003 (Edition Wandelweiser Records, 2016) en als lid van een trio met Vinny Golia en Bert Turetzky nam ze Trio Music op (2018). Ze heeft opgetreden met Andrew Drury en Sara Schoenbeck.
Richards schreef compositieopdrachten als Rotations en is medevoorzitter van het Festival of New Trumpet (FONT). Ze geeft les aan de University of California, San Diego.